# Ganløse Sogn
Ganløse Sogn er et sogn i Frederikssund Provsti (Helsingør Stift).
Præster ved kirken er Malene Graeser (kbf.) siden 2014 og Christian Gottlieb siden 2021.  
I 1800-tallet var Ganløse Sogn anneks til Slagslunde Sogn. Begge sogne hørte til Ølstykke Herred i Frederiksborg Amt. Slagslunde-Ganløse sognekommune blev ved kommunalreformen i 1970 indlemmet i Stenløse Kommune, der ved strukturreformen i 2007 indgik i Egedal Kommune. 
I Ganløse Sogn ligger Ganløse Kirke.
I sognet findes følgende autoriserede stednavne:
- Ganløse (bebyggelse, ejerlav)
- Ganløse Bund (bebyggelse)
- Ganløse Eged (areal)
- Ganløse Mørke (bebyggelse)
- Ganløse Ore (areal)
- Gedevase (bebyggelse)
- Hessel (bebyggelse)
- Knardrup (bebyggelse, ejerlav)
- Nyvang (areal, bebyggelse)
- Sortemose (bebyggelse)